# Streets of London
Streets of London est une chanson britannique de Ralph McTell écrite et composée par ce dernier et sortie en 1969. Ré-enregistrée en 1974, elle est classée à la fois no 2 au UK Singles Chart et no 1 au hit-parade irlandais, remporte un disque d'argent avec plus de 200 000 exemplaires vendus tandis que son interprète reçoit un Ivor Novello Award
Cette chanson parle des artistes de rue ou des gens qui vivent dans les rues de Londres. Elle aurait été inspirée par les voyages en Europe notamment à Paris.

## Récompenses
- 1974: Ivor Novello Award.

## Versions
Enregistrée en anglais (sauf mentions contraires) par :
- Anti-Nowhere League
- Joan Baez
- Harry Belafonte
- Cilla Black
- Blackmore's Night
- Jasmine Bonnin (en allemand : Straßen unserer Stadt)
- Glen Campbell
- Liam Clancy
- Phil Coulter (instrumental)
- Bonnie Dobson
- Fred Holstein
- Mary Hopkin
- Cleo Laine
- Gordon Lightfoot
- Loona
- John McDermott
- Ralph McTell
- Guus Meeuwis (en néerlandais : Op straat)
- Sinéad O'Connor
- The Houghton Weavers
- Tony Rice
- Cliff Richard
- The Sex Pistols
- Schooner Fare
- John Williams (instrumental)
- Dana Winner
- Roger Whittaker
- Raffi(en)
- Sam Hui
- Schooner Fare
- Vincent Absil (Country Journal)